# Jacques-François Demachy

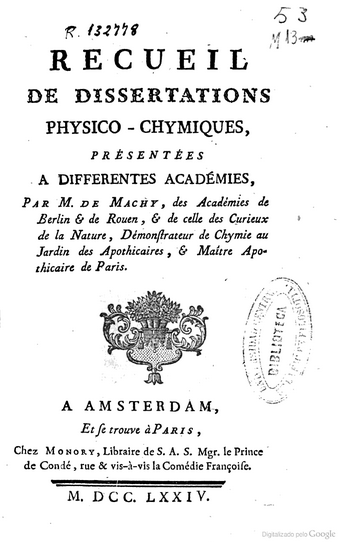
Recueil de Dissertations Physico-Chimiques

Jacques-François Demachy, auch Jacques-François de Machy, (* 30. August 1728 in Paris; † 7. Juli 1803 ebenda) war ein französischer Chemiker und Apotheker.

## Leben
Demachy war der Sohn eines Kaufmanns, besuchte das Collège de Beauvais in Paris und hörte die Vorlesungen des Chemikers Guillaume-François Rouelle im Jardin du Roi, bevor er eine Apothekerlehre absolvierte. 1761 wurde er als Apotheker zugelassen und hatte eine eigene Apotheke in Paris. Daneben hielt er Vorträge über Naturgeschichte, Botanik und Chemie, bis er dies 1768 auf Druck der Medizinischen Fakultät der Sorbonne einstellen musste. Er war aber Professor für Naturgeschichte am 1777 von der Pariser Apothekervereinigung gegründeten Collège de Pharmacie. Damit war er der erste Professor für Materia medica an der späteren Fakultät für Pharmazie in Paris. In den 1770er Jahren war er königlicher Zensor für Literatur im Bereich Pharmazie und Chemie. In den 1780er Jahren hatte er Schlüsselstellungen in der französischen Pharmazie. 1781 bis 1783 war er Provost des Collège de Pharmacie, er war 1797 bis 1799 einer der Herausgeber des Journal de la Société libre des pharmaciens de Paris und 1788 erschien sein wichtiges Handbuch der Pharmazie. Sein Geschäft litt allerdings unter seinen Lehrtätigkeiten und schriftstellerischen Arbeiten. 1791 verkaufte er seine Apotheke, als in der Revolution vorübergehend das Apothekerwesen in Paris liberalisiert und die Apothekergesellschaften unterdrückt wurden. 1783 wurde er Armeeapotheker für die Feldlager bei Paris und bald darauf am Militärhospital von St. Denis. 1795 übernahm er die Leitung der Apothicairerie générale und danach der Zentralapotheke der Hospitäler, Pharmacie centrale des hospices.
Er veröffentlichte einige Bücher, die einen Überblick über den Kenntnisstand seiner Zeit und die in Labor und Industrie verwendeten chemischen Methoden geben (für die damalige Chemieindustrie besonders sein L’art du distillateur d’eaux-fortes von 1773). Demachy war noch Vertreter der Phlogiston-Theorie von Johann Joachim Becher und Georg Ernst Stahl und übersetzte chemische Werke von deren deutschen Anhängern (Andreas Sigismund Marggraf, Johann Juncker und Johann Heinrich Pott) ins Französische. Gegen Ende des Jahrhunderts geriet er deshalb in Konflikt mit den Anhängern der neuen Chemie von Antoine-Laurent Lavoisier, die er als Pneumatisten bezeichnete.
Er ist hauptsächlich für seine Lehrbücher bekannt, weniger für Entdeckungen in der Chemie. 1766 wurde er Mitglied der Leopoldina. 1770 entdeckte er das Kristallhydrat von Zinn(IV)-chlorid.
Er hinterließ handschriftlich auch dichterische Werke, die aber mit Ausnahme der Histoires et contes (1907) nicht gedruckt wurden. Sie orientieren sich an den Fabeln von La Fontaine, aber auch an Guy Du Faur de Pibrac und dem Satiriker Juvenal.

## Schriften
- Institut de Chymie 1766
- Procèdes chimiques rangés methodiquement et définies, 1769
- L’art du destillateur des eaux fortes, 1773
- L’art du distilleur liquoristes, 1775
- Recueil de dissertations physico-chimiques, 1774
- Laborant im Großen oder Kunst die chemischen Produkte fabrikmäßig zu verfertigen, Leipzig: Crusius 1784
- Der Liquerfabrikant 1785
- Manuel du Pharmacien 1788